# 白石徹
白石 徹（しらいし とおる、1956年4月1日 - 2017年3月17日）は、日本の政治家。自由民主党所属の衆議院議員（2期）。愛媛県議会議員（3期）。

## 来歴
愛媛県新居浜市生まれ。愛媛県立新居浜西高等学校卒業後、早稲田大学に入学。1978年に早稲田大学理工学部工業経営学科、1980年に早稲田大学理工学部土木工学科を卒業。
実家の建設会社白石建設工業社長やハートネットワーク取締役、日本青年会議所副会頭などを務め、1999年に愛媛県議会議員選挙に立候補し初当選。その後、3期連続当選。
衆議院議員・小野晋也の不出馬表明に伴って行われた自由民主党愛媛県連の候補者の公募に応募し公認を獲得。2009年の第45回衆議院議員総選挙に愛媛3区から立候補したが、民主党新人の白石洋一に敗れ、落選した。
2012年の第46回衆議院議員総選挙では再び自民党公認として愛媛3区から立候補し、前回敗れた白石洋一などを下して初めて当選した。2014年の第47回衆議院議員総選挙で再選（2期目）。しかし、今選挙では西条市で白石洋一に負けている。
任期中の2017年3月17日、悪性リンパ腫のため、東京都内の病院で死去した。60歳没。死没日付をもって従六位に叙され、旭日小綬章を追贈された。同年4月18日の衆議院本会議に於いて、衆議院より弔詞を捧呈され、工藤彰三により追悼演説が行われた。
死去に伴い2017年10月の愛媛3区補欠選挙には次男の白石寛樹が自由民主党公認として立候補する予定であったが、同年9月28日に衆議院が解散されたため、補欠選挙ではなく通常の衆議院議員選挙が10月22日に行われた。結果は希望の党に移った白石洋一に敗れ比例復活もならず落選した。

## 政策
- 憲法9条の改正に賛成。
- アベノミクスを評価する。
- 原発は日本に必要。伊方原発の再稼働を進める[10]。
- ヘイトスピーチの法規制に反対[11]。
- 女性宮家に賛成[12]。
- 選択的夫婦別姓制度導入について、「どちらとも言えない」としている[13]。

## 年譜
- 1978年 - 早稲田大学理工学部工業経営学科 卒業。
- 1980年 - 早稲田大学理工学部土木工学科 卒業。
- 1999年 - 愛媛県議会議員選挙に当選（その後、3期に渡り連続当選）。
- 2009年 - 第45回衆議院議員総選挙で愛媛3区に自民党から出馬したが落選。
- 2012年 - 第46回衆議院議員総選挙で再び愛媛3区に自民党から出馬し当選。
- 2015年 - 環境大臣政務官、内閣府大臣政務官に就任（第3次安倍第1次改造内閣）。
- 2017年 - 衆議院議員在職中に死去。

## 人物
ボランティア活動に積極的に取り組み、2004年に東予地方へ大きな被害を与えた台風の際にはトラックの派遣を頼み大量のゴミ処理に尽力した他、理事を務めるNPO法人では新居大島で過疎化によって生産量が減った特産の白イモ栽培に取り組み、白イモ焼酎の開発を行っている。

### 統一教会との関係
- 2010年から統一教会の関連団体「平和大使協議会」の平和大使を務めた[15]。
- 2011年1月18日、白石は自身のホームページに「昨年の心残りは、日韓トンネルの現地に（九州）視察に行けなかったことです。丁度、台風の接近で中止となりました。」と投稿した[15]。

## 選挙歴
| 当落 | 選挙                   | 執行日         | 年齢 | 選挙区  | 政党       | 得票数    | 得票率 | 定数 | 得票順位 /候補者数 | 政党内比例順位 /政党当選者数 |
| ---- | ---------------------- | -------------- | ---- | ------- | ---------- | --------- | ------ | ---- | ------------------ | ---------------------------- |
| 落   | 第45回衆議院議員総選挙 | 2009年08月30日 | 53   | 愛媛3区 | 自由民主党 | 7万9924票 | 42.92% | 1    | 2/3                | /                            |
| 当   | 第46回衆議院議員総選挙 | 2012年12月16日 | 56   | 愛媛3区 | 自由民主党 | 7万1033票 | 47.17% | 1    | 1/4                | /                            |
| 当   | 第47回衆議院議員総選挙 | 2014年12月14日 | 58   | 愛媛3区 | 自由民主党 | 6万4929票 | 51.65% | 1    | 1/3                | /                            |

## 公開された所得および資産
| 年     | 当時の身分     | 給与       | 不動産 利子等 | 事業 その他 | 合計       | 備考 | 出典          |
| ------ | -------------- | ---------- | ------------- | ----------- | ---------- | --- | ------------- |
| 2015年 | 衆議院議員     | 1,928 万円 | 7 万円        | 2,067 万円  | 4,002 万円 | 「事業その他」の所得は、土地、建物を譲渡したことによる所得。                                                     | [ 16 ] [ 17 ] |
| 2014年 | 衆議院議員     | 1,732 万円 | 4 万円        | 7 万円      | 1,743 万円 | | [ 18 ]        |
| 2013年 | 衆議院議員     | 1,440 万円 | △24 万円      | 32 万円     | 1,448 万円 | | [ 19 ]        |
| 2008年 | 愛媛県議会議員 | 2,563 万円 | 402 万円      | 6 万円      | 2,971 万円 | 県議で中畑保一に次ぐ2番目の所得。なお、ケーブルテレビ会社など3社の役員を務める。                                 | [ 20 ]        |
| 2007年 | 愛媛県議会議員 | 3,922 万円 | 329 万円      | 15 万円     | 4,266 万円 | 県議で最多の所得（8年連続）。なお、経営する建設会社など4社からの役員報酬や、所有する不動産からの家賃収入を含む。 | [ 21 ]        |
| 2006年 | 愛媛県議会議員 | 4,303 万円 | 338 万円      | 0 万円      | 4,641 万円 | 県議で最多の所得（7年連続）。なお、経営する建設会社など4社からの役員報酬を含む。                                 | [ 22 ]        |
| 2005年 | 愛媛県議会議員 | 4,283 万円 | 0 万円        | 0 万円      | 4,283 万円 | 県議で最多の所得（6年連続）。なお、経営する建設会社など4社からの役員報酬を含む。                                 | [ 23 ]        |
| 2004年 | 愛媛県議会議員 | 4,283 万円 | 0 万円        | 471 万円    | 4,754 万円 | 県議で最多の所得（5年連続）。なお、経営する建設会社など4社からの役員報酬を含む。                                 | [ 24 ]        |
| 2003年 | 愛媛県議会議員 | 4,376 万円 | 0 万円        | 0 万円      | 4,376 万円 | 県議で最多の所得（4年連続）。なお、経営する建設会社など4社からの役員報酬を含む。                                 | [ 25 ]        |
| 2002年 | 愛媛県議会議員 | 4,374 万円 | 0 万円        | 0 万円      | 4,374 万円 | 県議で最多の所得（3年連続）。なお、代表取締役を務める建設会社など新居浜市内の4社からの役員報酬を含む。           | [ 26 ]        |
| 2001年 | 愛媛県議会議員 | 4,285 万円 | 0 万円        | 1 万円      | 4,286 万円 | 県議で最多の所得（2年連続）。なお、建設会社など3社からの役員報酬を含む。                                         | [ 27 ]        |
| 2000年 | 愛媛県議会議員 | 4,272 万円 | 0 万円        | 1 万円      | 4,273 万円 | 県議で最多の所得。なお、建設会社など3社からの役員報酬を含む。                                                    | [ 28 ]        |

| 年月日         | 当時の身分     | 土地     | 土地       | 建物       | 預貯金 等総額 | 合計       | 出典          |
| 年月日         | 当時の身分     | 面積     | 価格       | 価格       | 預貯金 等総額 | 合計       | 出典          |
| -------------- | -------------- | -------- | ---------- | ---------- | ------------- | ---------- | ------------- |
| 2014年12月14日 | 衆議院議員     | 4,658 m² | 4,409 万円 | 4,412 万円 | 523 万円      | 9,343 万円 | [ 29 ]        |
| 2012年12月16日 | 衆議院議員     | 3,223 m² | 2,731 万円 | 1,448 万円 | 519 万円      | 4,698 万円 | [ 30 ] [ 31 ] |
| 2007年         | 愛媛県議会議員 |          |            |            |               | 5,001 万円 | [ 32 ]        |
| 2003年         | 愛媛県議会議員 | –        | –          | 2,459 万円 | 2,037 万円    | 4,496 万円 | [ 33 ]        |

## 所属団体・議員連盟
- 自民党たばこ議員連盟[34]
- 神道政治連盟国会議員懇談会[35]
- みんなで靖国神社に参拝する国会議員の会[35]
- 時代に適した風営法を求める議員連盟